# Gewerbepark (Schlüßlberg)
Der Gewerbepark  in der Gemeinde Schlüßlberg ist ein Gewerbegebiet und  Ortschaft von Schlüßlberg im Bezirk Grieskirchen.

## Geographie
Der Gewerbepark liegt 4 Kilometer östlich des Stadtzentrums Grieskirchen, an der B 137 Innviertler Straße direkt östlich von Schlüßlberg. Das Areal liegt zwischen Schlüßlbergerteich  und dem Dingbach.
Nachbarortschaften
|             | Kröpflmühle                                 |              |
| Schlüßlberg | Kompassrose, die auf Nachbargemeinden zeigt | Alte Rosenau |
|             |                                             | Dingbach     |

## Geschichte und Wirtschaft
Die Gründe sind die alten Auwiesen unterhalb von Dingbach, beim alten Gehöft Wieshader (heute Rathwallner, Gewerbepark 2).

Das Gelände wurde erst in jüngeren Jahren umgewidmet.
Laut Ortsverzeichnis 2001 hatte die Ortschaft 8 Gebäude, darunter 5 Arbeitsstätten und 2 ständige Einwohner, 2013 hatte sie 11 Adressen.
Heute befinden sich unter anderem ein Käseerzeuger (Wiesner Kochkäse), eine Baugesellschaften (Hausruckbau), ein Autohaus und eine CNC-Firma. Mit dem Handelspark an der Grieskirchner Stadtgrenze gehört der Gewerbepark zu den wirtschaftlichen Zentren der Gemeinde.